# Varig Log
Varig Logística S.A., kurz VarigLog, war eine brasilianische Frachtfluggesellschaft mit Sitz in São Paulo.

## Geschichte
Im Jahr 1993 startete VARIG unter dem Namen VARIG CARGO ein Luftfrachtunternehmen. Schon vor dem Zusammenbruch der VARIG wurde VarigLog im Oktober 2000 von der Stiftung Ruben Berta als eigenständige Gesellschaft innerhalb der Varig-Gruppe gegründet. VarigLog startete zunächst ihre Aktivitäten mit mehr als tausend Mitarbeitern und einer Flotte bestehend aus vier Frachtflugzeugen vom Typ B727-100F sowie vier B727-200F und drei DC-10-30F. Das Unternehmen hatte ein weltweites Netz von Vertriebs- und Distributionszentren mit Hubs in São Paulo, Rio de Janeiro, Manaus, Porto Alegre, Frankfurt, Miami und New York.
Im Jahr 2005 erhielt das Unternehmen seine erste MD-11F, das erste Frachtmodell seiner Art in Südamerika.
2006 begann die Finanzkrise der VARIG, was bedeutete, dass am 20. Juli 2006 das brasilianische Konsortium Volo do Brasil auf einer Auktion den schuldenfreien Teil der VARIG – die VRG Linhas Aéreas – für $ 48,2 Millionen erwarb. VarigLog erhielt in der Folge neue Investitionen und eine Boeing 757-200F. Im Jahr 2007 wurde VRG Linhas Aéreas an die brasilianische Billigfluggesellschaft Gol verkauft, der Name VRG Linhas Aéreas verschwand.
Der Finanzinvestor MatlinPatterson Global Advisors hat 2009 die Kontrolle der VarigLog an die Synergy Group von Germán Efromovich übergeben.
Im Februar 2012 stellte die Airline den Betrieb ein.

## Flotte
Zuletzt bestand die Flotte der VarigLog aus zwei Frachtflugzeugen:
- 2 McDonnell Douglas MD-11F